# Frihamnsdagarna
Frihamnsdagarna är ett demokratiskt event som anordnats årligen i Göteborg sedan 2021. Eventet är inspirerat av Almedalsveckan på Gotland, Sveriges traditionella och största politiska mötesplats.

## Historik
Bakom premiären 2021 stod både offentliga och privata aktörer, inklusive Göteborgs Stad, Göteborgs universitet och Svenskt Näringsliv. De politiska partierna deltog också, liksom ett antal företag. Nästa steg, våren 2022, var bildandet av Frihamnsdagarna ekonomisk förening samt inrättandet av tre deltidstjänster med syfte att fortsätta att utveckla eventet för framtiden. Detta andra år lockade eventet enligt organisationens egna uppgifter omkring 13 000 besökare. 2023 lockade eventet ytterligare några fler, omkring 13 500 personer.